# Scunthorpe United FC
A Scunthorpe United Football Club egy 1899-ben alapított angol labdarúgócsapat. Székhelyük Scunthorpe városában található, hazai mérkőzéseiket a Glanford Parkban játsszák. Jelenleg a Liga 1., azaz az angol harmadosztályban szerepelnek.

## Története
A Scunthorpe Unitedet 1899-ben alapították, története során több néven is szerepelt. 1950-ben csatlakoztak a Football League-hez, első ottani meccsüket a szintén újonc Shrewsbury Town ellen játszották. 1988-ban költöztek be máig használt stadionjukba, a Glanford Parkba. 1992-ben bejutottak a negyedosztály rájátszásának döntőjébe, ahol büntetőkkel kikaptak a Blackpooltól. 1999-ben szintén döntősök voltak és ezúttal sikerült is győzniük, a Leyton Orientet verték 1-0-ra. A harmadosztályból mindössze egy szezon után kiestek.
A 2003/04-es idényben kis híján kiestek a negyedosztályból, de sikerült kivívniuk a bennmaradást, egy évvel később pedig már feljutást ünnepelhettek. Az FA Kupa 2004/05-ös kiírásában összesorsolták őket a Chelsea-vel. Nagy meglepetésre ők szerezték meg a vezetést a meccsen, de a londoniak végül 3-1-re győztek. A 2006/07-est máig a Scunthorpe legjobb szezonjaként emlegetik. A csapat 91 pontot gyűjtve bajnok lett a League One-ban, Billy Sharp pedig 30 góllal gólkirály lett. A következő idényben ugyan kiestek, de ezt követően rögtön sikerült visszajutniuk a Championshipbe.

## Híres játékosok
- Alex Calvo García
- Andy Keogh
- Kevin Keegan
- Ray Clemence
- Jack Brownsword
- Peter Beagrie
- Sir Ian Botham
- Billy Sharp
- Tony Daws
- Graham Alexander
- Andy Dawson
- Matt Elliott
- Tony Ford
- Brian Laws
- Neil Warnock
- Martin Paterson

## Jelenlegi keret
2009. október 30. szerint
| #  |                | Poszt | Név                          |
| -- | -------------- | ----- | ---------------------------- |
| 1  | Írország       | K     | Joe Murphy                   |
| 2  | Anglia         | KP    | Andrew Wright                |
| 3  | Anglia         | V     | Marcus Williams              |
| 4  | Anglia         | KP    | Sam Togwell                  |
| 5  | Skócia         | V     | Kenny Milne                  |
| 6  | Írország       | V     | Cliff Byrne (csapatkapitány) |
| 7  | Anglia         | KP    | Matt Sparrow                 |
| 8  | Észak-Írország | KP    | Grant McCann                 |
| 9  | Anglia         | CS    | Paul Hayes                   |
| 10 | Anglia         | CS    | Gary Hooper                  |
| 11 | Anglia         | KP    | Garry Thompson               |
| 12 | Anglia         | V     | Rob Jones                    |
| 14 | Barbados       | CS    | Jonathan Forte               |
| 15 | Anglia         | V     | David Mirfin                 |
| 16 | Anglia         | KP    | Martyn Woolford              |

| #  |                | Poszt | Név                                           |
| -- | -------------- | ----- | --------------------------------------------- |
| 17 | Anglia         | CS    | Ben May                                       |
| 18 | Észak-Írország | KP    | Michael O'Connor                              |
| 19 | Anglia         | KP    | Josh Wright                                   |
| 20 | Anglia         | V     | Jordan Spence (kölcsönben a West Hamtől)      |
| 21 | Anglia         | V     | Jake Picton                                   |
| 23 | Anglia         | K     | Sam Slocombe                                  |
| 24 | Anglia         | CS    | Matthew Godden                                |
| 25 | Anglia         | CS    | Peter Winn                                    |
| 26 | Anglia         | V     | Niall Canavan                                 |
| 27 | Írország       | KP    | Ian Morris                                    |
| 28 | Anglia         | V     | Rory Coleman                                  |
| 30 | Anglia         | V     | Andy Crosby                                   |
| 31 | Anglia         | V     | George Friend (kölcsönben a Wolverhamptontól) |
| 32 | Anglia         | V     | Bondz Ngala (kölcsönben a West Hamtől)        |
| —  | Anglia         | KP    | Ian Baraclough                                |

### Kölcsönben
| #  |        | Poszt | Név                          |
| -- | ------ | ----- | ---------------------------- |
| 22 | Anglia | K     | Josh Lillis (a Rochdale-nél) |
| 29 | Anglia | CS    | Adam Boyes (a York Citynél)  |

## Riválisok
A Scunthorpe United legnagyobb riválisai a Grimsby Town, a Hull City, a Lincoln City és a Doncaster Rovers. A Scunthorpe és a Hull közötti rangadókat Humber Derbyként szokták emlegetni, mivel egyik csapat székhelye a Humber folyó egyik, a másik pedig a másik partján található.

## Külső hivatkozások
- a Scunthorpe United hivatalos honlapja
- Iron-Bru - szurkolói oldal
- ClaretBlueArmy - szurkolói oldal
- Y Griffiny - szurkolói oldal
- A Scunthorpe United tanulást segítő alapítványa

## Fordítás
- Ez a szócikk részben vagy egészben  a   Scunthorpe United F.C. című angol Wikipédia-szócikk fordításán alapul.  Az eredeti cikk szerkesztőit annak laptörténete sorolja fel. Ez a jelzés csupán a megfogalmazás eredetét és a szerzői jogokat jelzi, nem szolgál a cikkben szereplő információk forrásmegjelöléseként.